# Жеведь
Же́ведь (укр. Же́ведь) — село Черниговского района Черниговской области Украины, центр сельского Совета. Расположено на реке Жеведь (приток Десны), в 35 км от районного центра и в 12 км от железнодорожной станции Жидиничи на ответвлении Жукотки — полигон Гончаровское участка Чернигов — Овруч Юго-Западной железной дороги. Население 439 человек.
Код КОАТУУ: 7425582201. Почтовый индекс: 15556. Телефонный код: +380 462.

## История
Неподалёку от села Жеведь обнаружено древнерусское городище (IX—XIII вв.).
Село основано в первой половине XVII в., как вотчина рода Даниленков. Название селение получило от протекающей рядом речки Жеведь, ранее называвшейся Жеведюха. Все Даниленки были военными и землёй их наградил русский Царь за честную службу. Последним из рода владевших вотчиной до октябрьского переворота был Даниленко Лидор, успевший покинуть её до прихода советской власти, уехав за границу.
Советская власть установлена в январе 1918 г. На фронтах Великой Отечественной войны сражались 527 жителей села, из них 349 награждены орденами и медалями, 127 — погибли. Установлен памятник в честь «советских воинов, погибших при освобождении села от немецко-фашистских захватчиков», и «воинов-односельчан, отдавших жизнь в борьбе против гитлеровских оккупантов».

## Власть
Орган местного самоуправления — Жеведский сельский совет. Почтовый адрес: 15556, Черниговская обл., Черниговский р-н, с. Жеведь, ул. Добровольцев, 12

## Галерея

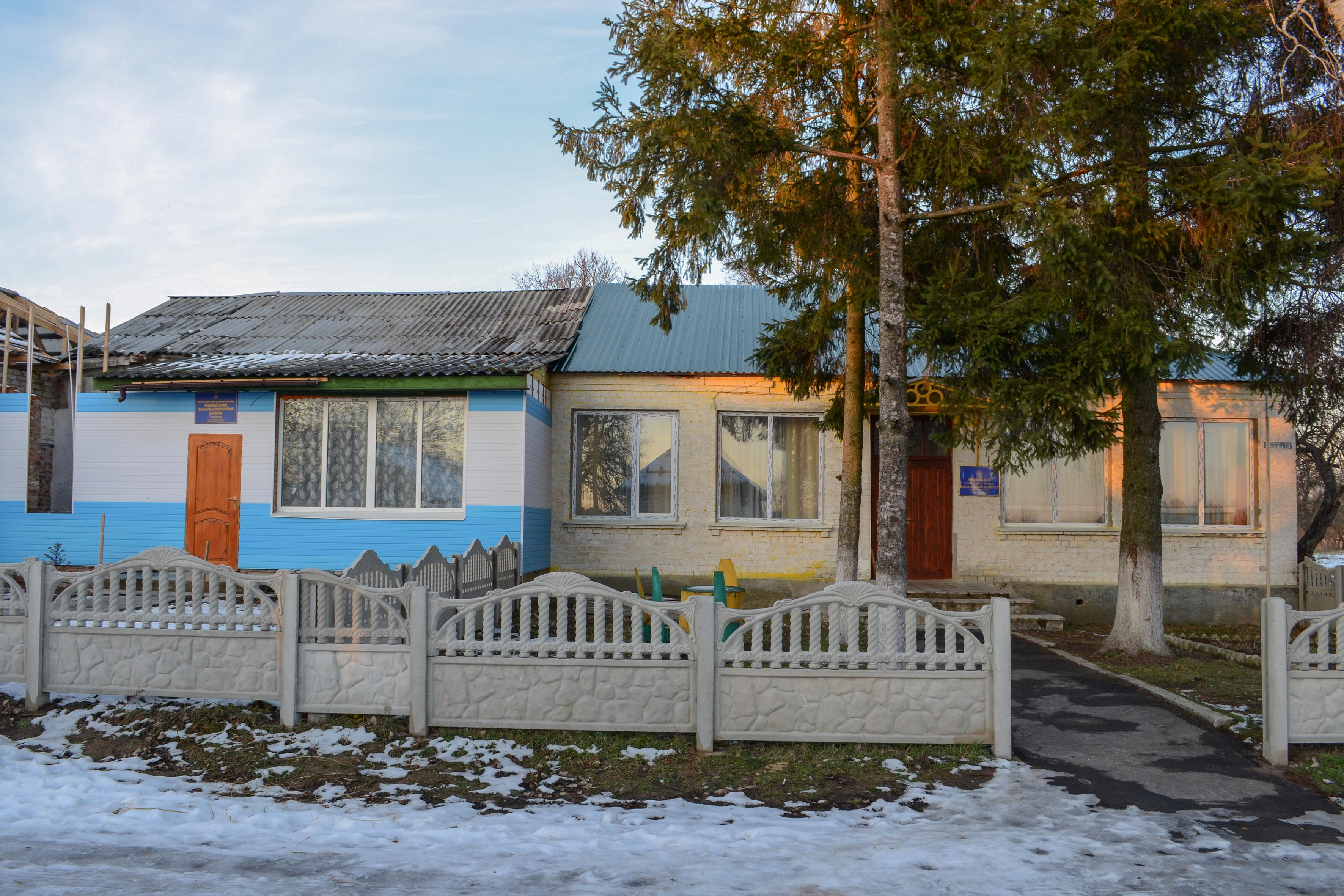
Школа и сельсовет
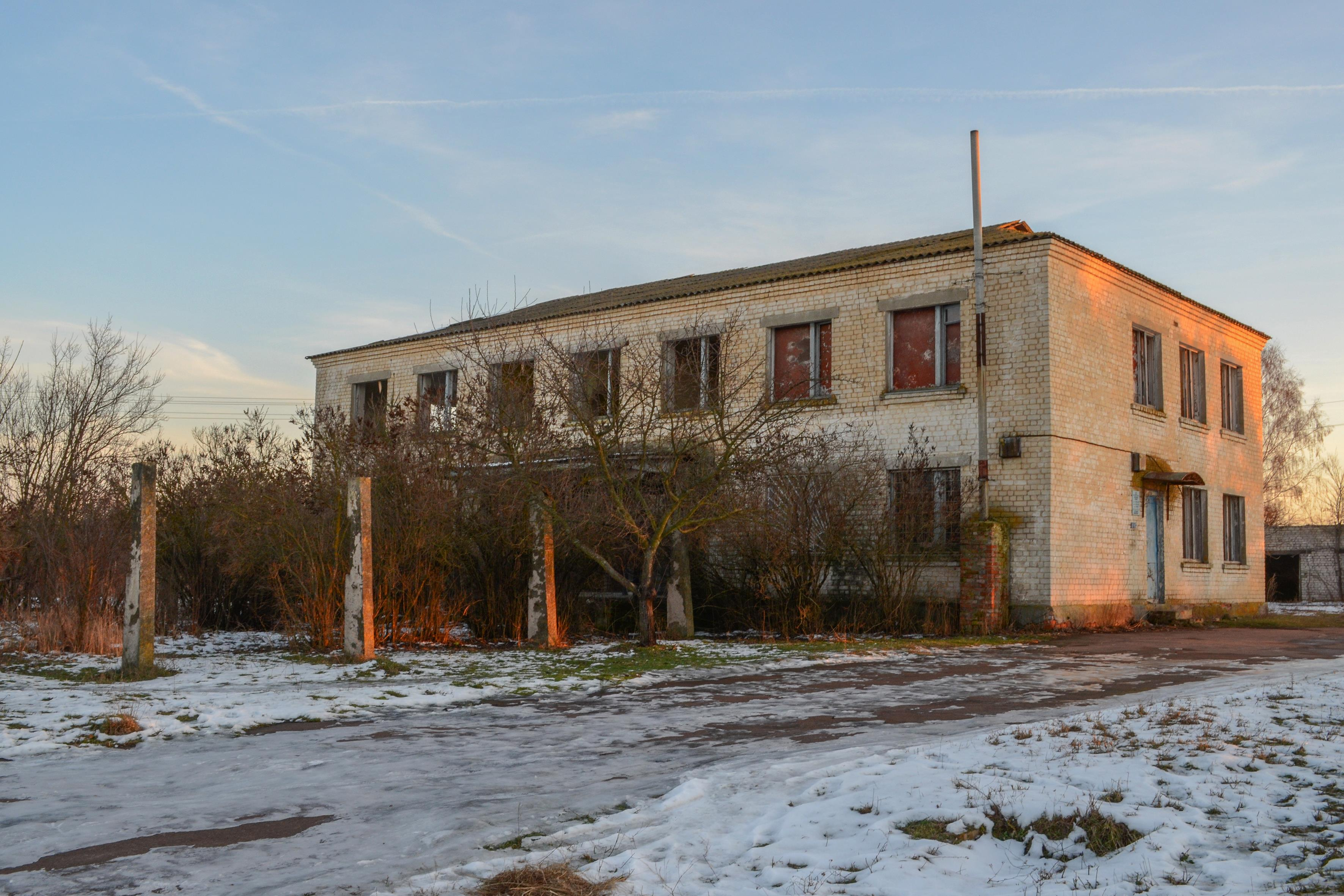
Покинутое строение (почта)
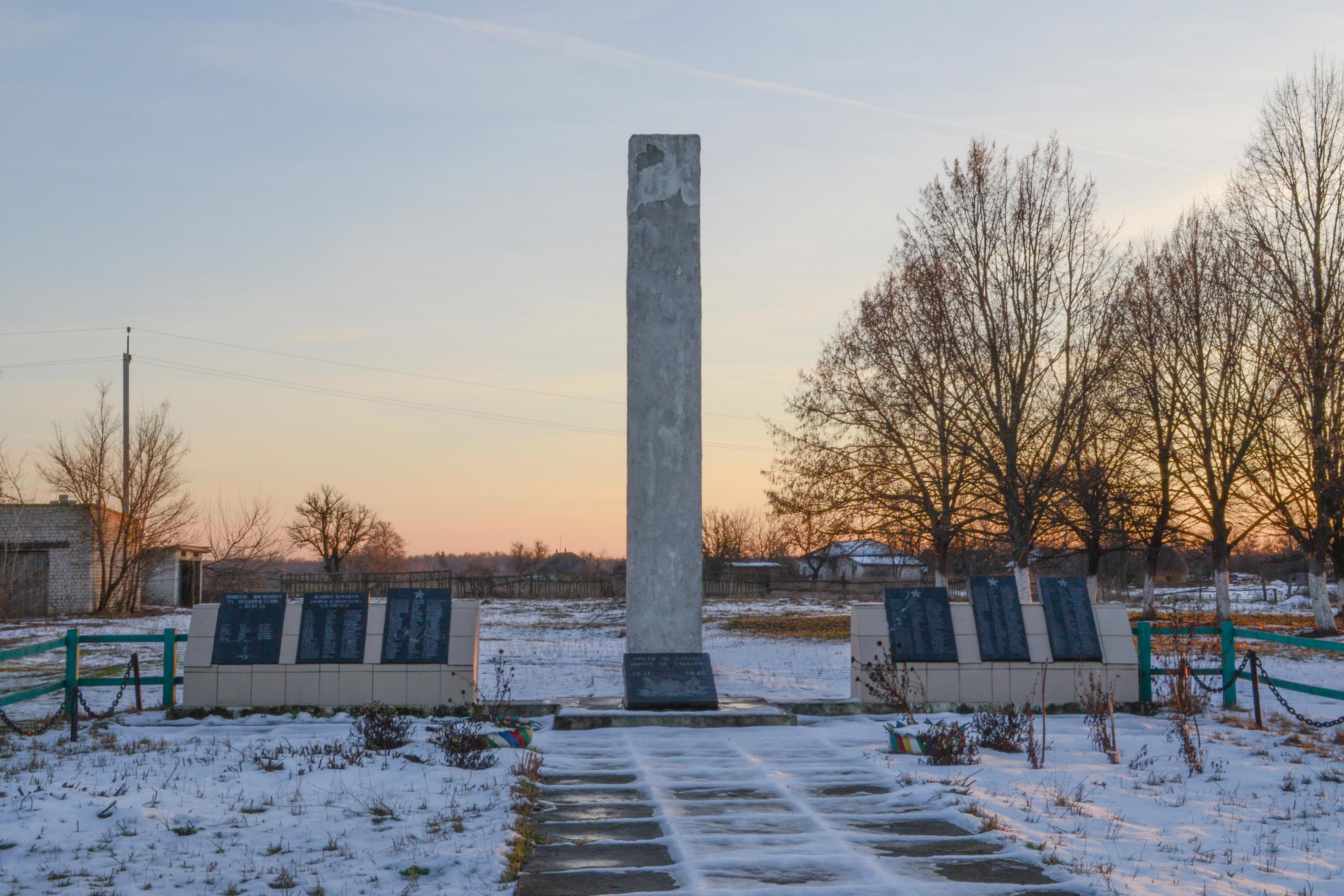
Памятник погибшим в ВОВ
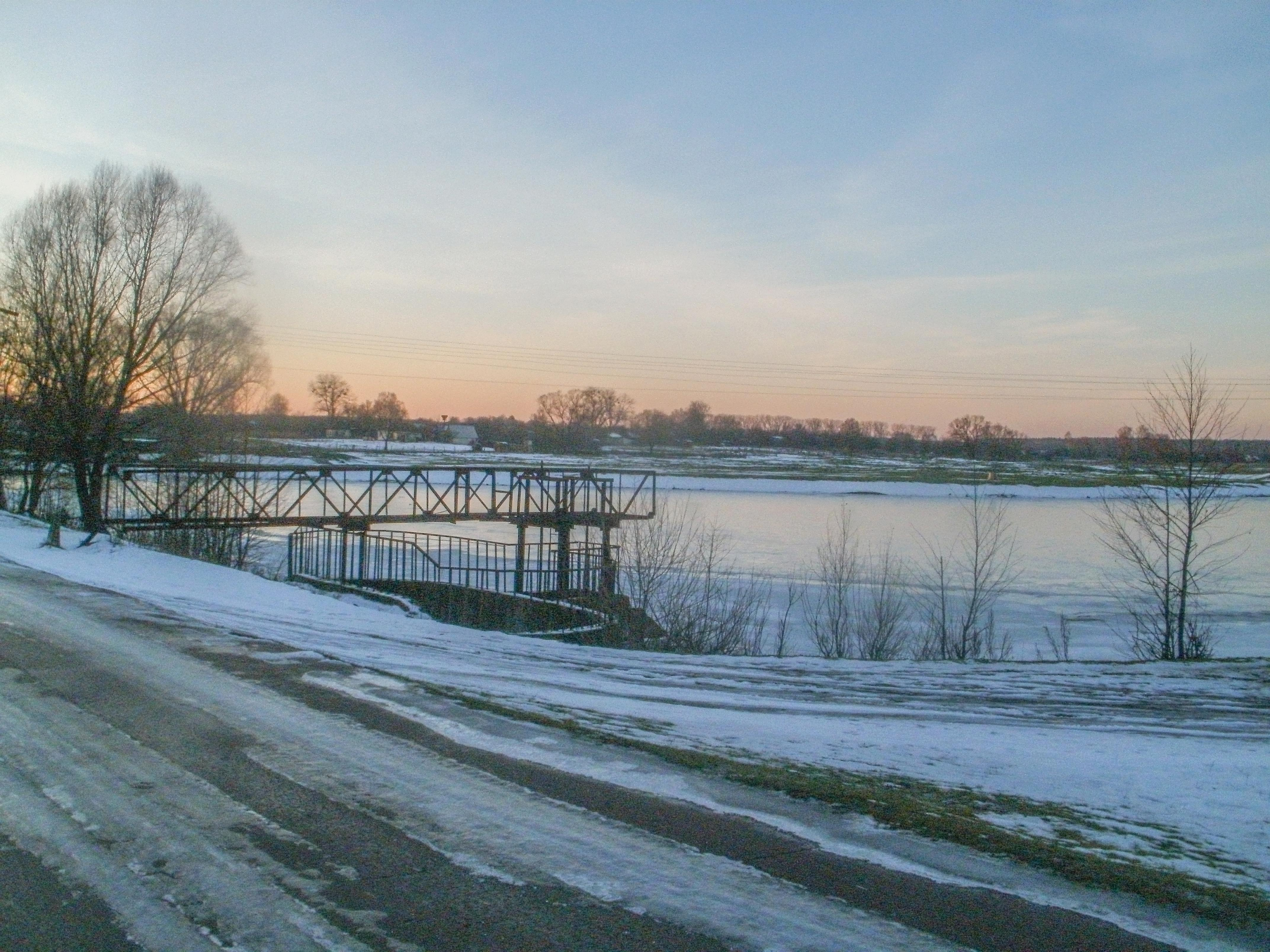
ставок за селом
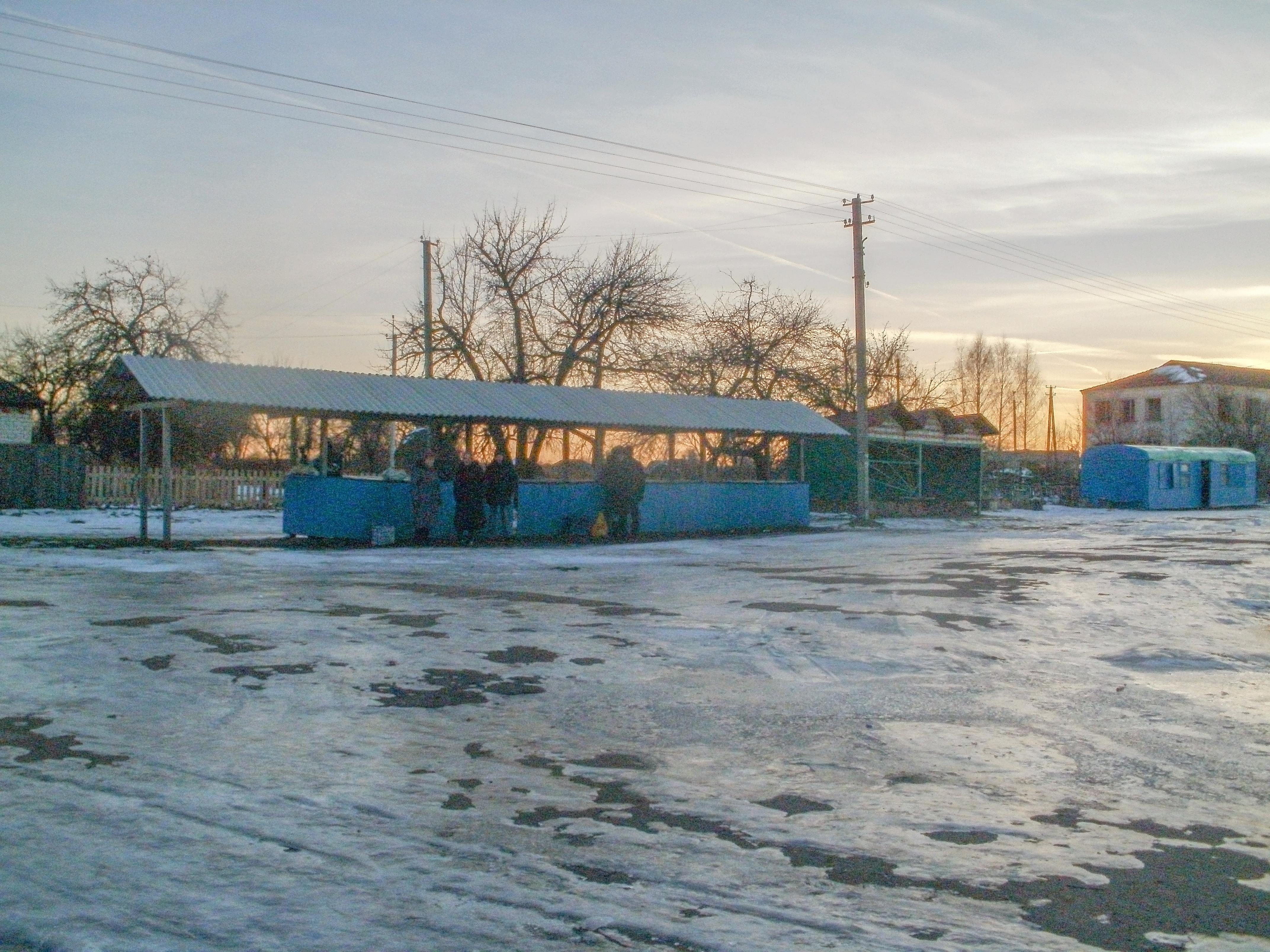
Базар и автобусная остановка
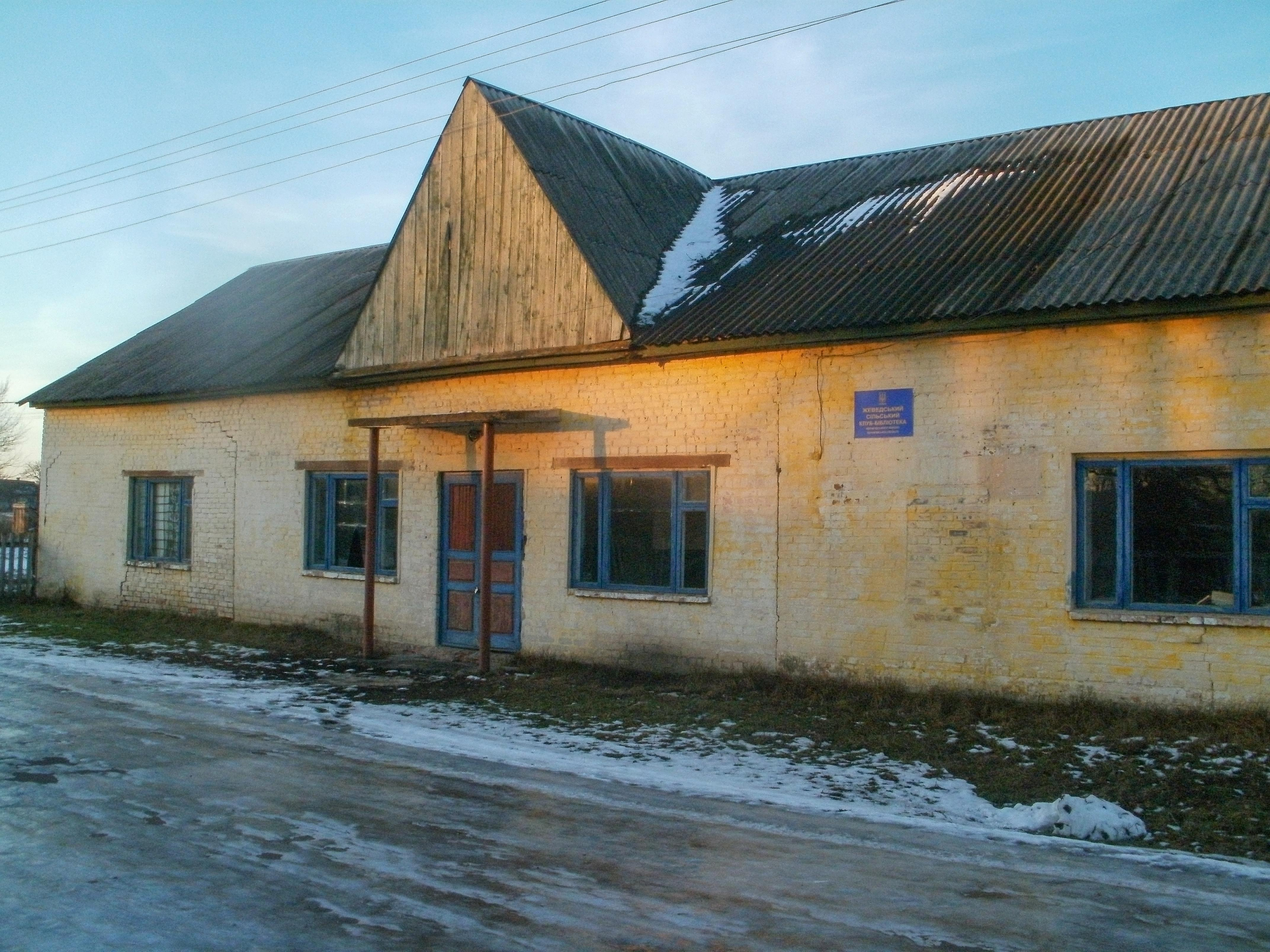
Жеведовский клуб-библиотека
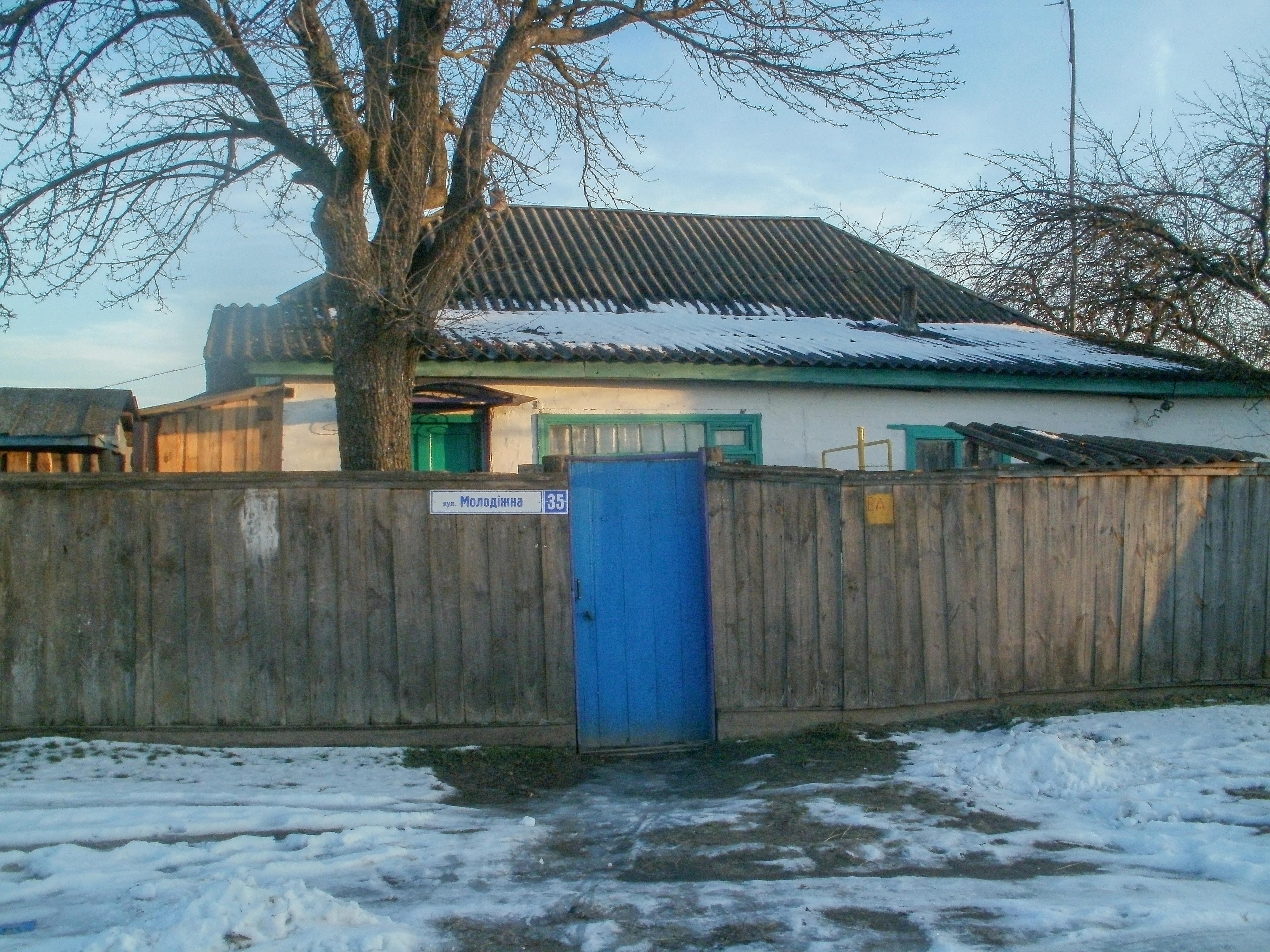
типовая хата